# Parricidi
El parricidi és l'assassinat del pare, la mare o de familiars consanguinis directes. Els motius històricament més freqüents han estat el desig d'heretar o assumir el poder (especialment en el cas de reis o nobles), l'abús sexual patit durant la infantesa o la defensa de la mare (quan el mort és el pare, que maltracta o abandona la dona).
Segons Freud existeixen parricids simbòlics comesos mentalment a la infantesa com a part del desenvolupament de la persona, ja que pel complex d'Èdip, hom vol estar amb el progenitor de sexe oposat i es veu el del propi com a rival (especialment el pare com a figura que sotmet i conquereix la mare).
Alguns parricides cèlebres són el mateix Èdip, Marc Juni Brut tiranicida o els titans grecs.